# Démutualisation
 (juillet 2025).
La démutualisation est la conversion d'une mutuelle ou d'une coopérative en une société par actions. Toutes les formes de mutuelles peuvent y recourir, tant dans le secteur de l'assurance que des bourses d'échanges ou des coopératives agricoles.

## Exemples notables
Les compagnies d'assurance Standard Life, Principal Financial, Sun Life, la Financière Manuvie, AXA, Prudential et MetLife ont opéré une démutualisation. Les bourses de Chicago Board of Trade et Chicago Mercantile Exchange ont fait de même dans les années 2000.